# Jagged Edge (gruppo musicale)
I Jagged Edge sono un gruppo musicale R&B statunitense formatosi nel 1995 ad Atlanta.
Tra i singoli più noti del gruppo vi sono Let's Get Married (2000), Promise (2000), Where the Party At feat. Nelly (2001) e Walked Outta Heaven (2003). Nel corso della loro carriera hanno collaborato, oltre che con Nelly, anche con Bow Wow, Fabolous, The Notorious B.I.G. e altri artisti o gruppi.

## Formazione
- Brian Casey
- Brandon Casey
- Richard Wingo
- Kyle Norman

## Discografia

### Album in studio
- 1997 - A Jagged Era
- 2000 - J.E. Heartbreak
- 2001 - Jagged Little Thrill
- 2003 - Hard
- 2006 - Jagged Edge
- 2007 - Baby Makin' Project
- 2011 - The Remedy
- 2014 - J.E. Heartbreak 2
- 2017 - Layover

### Raccolte
- 2006 - The Hits
- 2015 - Playlist: The Very Best of Jagged Edge
- 2016 - Greatest Hits